# На алтаре
«На алтаре» (англ. At the Altar) — американский короткометражный драматический фильм Дэвида Уорка Гриффита.

## Сюжет
Действие фильма происходит в итальянском пансионате. Фильм рассказывает о девушке Минни, которая очаровывает всех посетителей пансионата своей красотой и поэтическим складом ума. Среди её поклонников был и грубый сицилиец Григо, чьи действия вызывают отвращение. И вдруг в пансионат прибывает талантливый скрипач Джузеппе Касселла...

## В ролях
| Актёр           | Роль              |
| --------------- | ----------------- |
| Мэрион Леонард  | Минни             |
| Дэвид Майлз     | отец              |
| Чарльз Инсли    | Григо, жених      |
| Херберт Йост    | Джузеппе Касселла |
| Анита Хендри    | мать              |
| Дороти Уэст     | друг Минни        |
| Линда Арвидсон  |                   |
| Клара Т. Брэйси |                   |
| Кейт Брюс       |                   |
| Джон Р. Кампсон |                   |